# 23e cérémonie des Oscars
La 23e cérémonie des Oscars du cinéma s'est déroulée le 29 mars 1951 au Pantages Theatre à Hollywood en Californie.

## Palmarès
Les gagnants sont indiqués ci-dessous en premier de chaque catégorie et en caractères gras.

### Meilleur film
La catégorie récompense les producteurs.
- Ève (All About Eve) - Darryl F. Zanuck pour 20th Century Fox
  - Comment l'esprit vient aux femmes (Born Yesterday) - S. Sylvan Simon pour Columbia Pictures
  - Le Père de la mariée (Father of the Bride) - Sam Zimbalist pour Metro-Goldwyn-Mayer
  - Les Mines du roi Salomon (King Solomon's Mines) - Sam Zimbalist pour Metro-Goldwyn-Mayer
  - Boulevard du crépuscule (Sunset Boulevard) - Charles Brackett pour Paramount Pictures

### Meilleur réalisateur
- Joseph L. Mankiewicz pour Ève (All About Eve)
  - John Huston pour Quand la ville dort (The Asphalt Jungle)
  - George Cukor pour Comment l'esprit vient aux femmes (Born Yesterday)
  - Billy Wilder pour Boulevard du crépuscule (Sunset Boulevard)
  - Carol Reed pour Le Troisième Homme (The Third Man)

### Meilleur acteur
- José Ferrer pour le rôle de Cyrano de Bergerac dans Cyrano de Bergerac
  - Louis Calhern pour le rôle de Oliver Wendell Holmes, Jr. dans The Magnificent Yankee
  - William Holden pour le rôle de Joseph C. "Joe" Gillis dans Boulevard du crépuscule (Sunset Boulevard)
  - James Stewart pour le rôle d'Elwood P. Dowd dans Harvey
  - Spencer Tracy pour le rôle de Stanley T. Banks dans Le Père de la mariée (Father of the Bride)

### Meilleure actrice
- Judy Holliday pour le rôle d'Emma "Billie" Dawn dans Comment l'esprit vient aux femmes (Born Yesterday)
  - Anne Baxter pour le rôle d’Ève Harrington dans Ève (All About Eve)
  - Bette Davis pour le rôle de Margo Channing dans Ève (All About Eve)
  - Eleanor Parker pour le rôle de Marie Allen dans Femmes en cage (Caged)
  - Gloria Swanson pour le rôle de Norma Desmond dans Boulevard du crépuscule (Sunset Boulevard)

### Meilleur acteur dans un second rôle
- George Sanders pour le rôle d'Addison DeWitt dans Ève (All About Eve)
  - Jeff Chandler pour le rôle de Cochise dans La Flèche brisée (Broken Arrow)
  - Edmund Gwenn pour le rôle de "Skipper" Miller dans La Bonne Combine (Mister 880)
  - Sam Jaffe pour le rôle de "Doc" Erwin Riedenschneider dans Quand la ville dort (The Asphalt Jungle)
  - Erich von Stroheim pour le rôle de Maximillian von Mayerling dans Boulevard du crépuscule (Sunset Boulevard)

### Meilleure actrice dans un second rôle
- Josephine Hull pour le rôle de Veta Louise Simmons dans Harvey
  - Hope Emerson pour le rôle d'Evelyn Harper dans Femmes en cage (Caged)
  - Celeste Holm pour le rôle de Karen Richards dans Ève (All About Eve)
  - Nancy Olson pour le rôle de Betty Schaefer dans Boulevard du crépuscule (Sunset Boulevard)
  - Thelma Ritter pour le rôle de Birdie Coonan dans Ève (All About Eve)

### Meilleur scénario original
- Boulevard du crépuscule (Sunset Boulevard) - Charles Brackett, Billy Wilder et D.M. Marshman Jr.
  - Madame porte la culotte (Adam's Rib) - Ruth Gordon et Garson Kanin
  - Femmes en cage (Caged) - Virginia Kellogg et Bernard C. Schoenfeld
  - C'étaient des hommes (The Men) - Carl Foreman
  - La porte s'ouvre (No Way Out) - Joseph L. Mankiewicz et Lesser Samuels

### Meilleur scénario adapté
- Ève (All About Eve) - Joseph L. Mankiewicz
  - Quand la ville dort (The Asphalt Jungle) - Ben Maddow et John Huston
  - Comment l'esprit vient aux femmes (Born Yesterday) - Albert Mannheimer
  - La Flèche brisée (Broken Arrow) - Albert Maltz
  - Le Père de la mariée (Father of the Bride) - Frances Goodrich et Albert Hackett

### Meilleure histoire originale
- Panique dans la rue (Panic in the Streets) - Edna Anhalt et Edward Anhalt
  - Riz amer (Bitter Rice) - Giuseppe De Santis et Carlo Lizzani
  - La Cible humaine (The Gunfighter) - William Bowers et André de Toth
  - Le Mystère de la plage perdue (Mystery Street) - Leonard Spigelgass
  - Planqué malgré lui (When Willie Comes Marching Home) - Sy Gomberg

### Meilleure direction artistique

#### Noir et blanc
- Boulevard du crépuscule (Sunset Boulevard) - Direction artistique : Hans Dreier et John Meehan; Décorateurs : Sam Comer et Ray Moyer
  - Ève (All About Eve) - Direction artistique : Lyle Wheeler et George Davis (directeur artistique); Décorateurs : Thomas Little et Walter M. Scott
  - Le Danube rouge (The Red Danube) - Direction artistique : Cedric Gibbons et Hans Peters; Décorateurs : Edwin B. Willis et Hugh Hunt

#### Couleur
- Samson et Dalila (Samson and Delilah) - Direction artistique : Hans Dreier et Walter H. Tyler; Décorateurs : Sam Comer et Ray Moyer
  - Annie, la reine du cirque (Annie Get Your Gun) - Direction artistique : Cedric Gibbons et Paul Groesse; Décorateurs : Edwin B. Willis et Richard Pefferle
  - Destination... Lune ! (Destination Moon) - Direction artistique : Ernst Fegté; Décorateur : George Sawley

### Meilleurs costumes

#### Noir et blanc
- Ève (All About Eve) - Edith Head et Charles Le Maire
  - Comment l'esprit vient aux femmes (Born Yesterday) - Jean-Louis Berthault
  - The Magnificent Yankee - Walter Plunkett

#### Couleur
- Samson et Dalila (Samson and Delilah) - Edith Head, Dorothy Jeakins, Elois Jenssen, Gile Steele et Gwen Wakeling
  - La Rose noire (The Black Rose) - Michael Whittaker
  - La Dynastie des Forsyte (That Forsyte Woman) - Walter Plunkett et Arlington Valles

### Meilleure photographie

#### Noir et blanc
- Le Troisième Homme (The Third Man) - Robert Krasker
  - Ève (All About Eve) - Milton R. Krasner
  - Quand la ville dort (The Asphalt Jungle) - Harold Rosson
  - Les Furies (The Furies) - Victor Milner
  - Boulevard du crépuscule (Sunset Boulevard) - John F. Seitz

#### Couleur
- Les Mines du roi Salomon (King Solomon's Mines) - Robert Surtees
  - Annie, la reine du cirque (Annie Get Your Gun) - Charles Rosher
  - La Flèche brisée (Broken Arrow) - Ernest Palmer
  - La Flèche et le Flambeau (The Flame and the Arrow) - Ernest Haller
  - Samson et Dalila (Samson and Delilah) - George Barnes

### Meilleur montage
- Les Mines du roi Salomon (King Solomon's Mines) - Ralph E. Winters et Conrad A. Nervig
  - Ève (All About Eve) - Barbara McLean
  - Annie, la reine du cirque (Annie Get Your Gun) - James E. Newcom
  - Boulevard du crépuscule (Sunset Boulevard) - Arthur P. Schmidt et Doane Harrison
  - Le Troisième Homme (The Third Man) - Oswald Hafenrichter

### Meilleur mixage de son
- Ève (All About Eve) - 20th Century Fox Studio Sound Department, Thomas T. Moulton, directeur de son
  - Cendrillon (Cinderella) - Walt Disney Studio Sound Department, C. O. Slyfield, directeur de son
  - Louise - Universal-International Studio Sound Department, Leslie I. Carey, directeur de son
  - Our Very Own - Samuel Goldwyn Studio Sound Department, Gordon E. Sawyer, directeur de son
  - Trio - Pinewood Studios Sound Department, Cyril Crowhurst, directeur de son

### Meilleurs effets visuels
- Destination... Lune ! (Destination Moon) - George Pal Productions
  - Samson et Dalila (Samson and Delilah) - Cecil B. DeMille Productions

### Meilleure chanson originale
- Mona Lisa dans Le Dénonciateur (Captain Carey, U.S.A) - Musique et paroles de Ray Evans et Jay Livingston
  - Be My Love dans Le Chant de la Louisiane (The Toast of New Orleans) - Musique de Nicholas Brodszky ; paroles de Sammy Cahn
  - Bibbidi-Bobbidi-Boo dans Cendrillon (Cinderella) - Musique et paroles de Mack David, Al Hoffman et Jerry Livingston
  - Mule Train dans Singing Guns - Musique et paroles de Fred Glickman, Hy Heath et Johnny Lange
  - Wilhelmina dans La Rue de la gaieté (Wabash Avenue) - Musique de Josef Myrow ; paroles de Mack Gordon

### Meilleure partition pour un film dramatique ou une comédie
- Boulevard du crépuscule (Sunset Boulevard) - Franz Waxman
  - Ève (All About Eve) - Alfred Newman
  - La Flèche et le Flambeau (The Flame and the Arrow) - Max Steiner
  - No Sad Songs for Me - George Duning
  - Samson et Dalila (Samson and Delilah) - Victor Young

### Meilleure adaptation pour un film musical
- Annie, la reine du cirque (Annie Get Your Gun) - Adolph Deutsch et Roger Edens
  - Cendrillon (Cinderella) - Oliver Wallace et Paul J. Smith
  - I'll Get By - Lionel Newman
  - Trois petits mots (Three Little Words) - André Previn
  - Les Cadets de West Point (The West Point Story) - Ray Heindorf

### Meilleur film documentaire
- The Titan: Story of Michelangelo - Robert Snyder, producteur
  - With These Hands - Jack Arnold et Lee Goodman, producteurs

### Meilleur court métrage en prises de vues réelles

#### En une bobine
- Grandad of Races - Gordon Hollingshead, producteur
  - Blaze Busters - Robert Youngson, producteur
  - Wrong Way Butch - Pete Smith, producteur

#### En deux bobines
- La Vallée des castors (In Beaver Valley) - Walt Disney, producteur
  - Grandma Moses
  - My Country 'Tis on Thee - Gordon Hollingshead, producteur

### Meilleur court métrage documentaire
- Why Korea? - Edmund Reek, producteur
  - The Fight: Science Against Cancer - Guy Glover, producteur
  - The Stairs

### Meilleur court métrage d'animation
- Gerald McBoing-Boing - Stephen Bosustow, producteur
  - Jerry's Cousin - Fred Quimby, producteur
  - Trouble Indemnity - Stephen Bosustow, producteur

### Oscars spéciaux

#### Oscars d'honneur
- George Murphy, en reconnaissance de ses services de porte-parole de l'industrie cinématographique à travers tout le pays
- Louis B. Mayer, en reconnaissance de son remarquable service de l'industrie cinématographique

#### Meilleur film en langue étrangère
- Au-delà des grilles de René Clément •  France /  Italie

## Statistiques

### Nominations multiples
14 : Ève
11 : Boulevard du crépuscule
5 : Comment l'esprit vient aux femmes, Samson et Dalila
4 : Annie, la reine du cirque, Quand la ville dort
3 : La Flèche brisée, Femmes en cage, Cendrillon, Le Père de la mariée, Les Mines du roi Salomon, Le Troisième Homme
2 : Destination... Lune !, La Flèche et le Flambeau, Harvey, The Magnificent Yankee

### Récompenses multiples
6 / 14 : Ève
3 / 11 : Boulevard du crépuscule
2 / 5 : Samson et Dalila
2 / 3 : Les Mines du roi Salomon